# Malîi Șpakiv
Malîi Șpakiv (în ucraineană Малий Шпаків) este localitatea de reședință a comunei Malîi Șpakiv din raionul Rivne, regiunea Rivne, Ucraina.

## Demografie
Componența lingvistică a localității Malîi Șpakiv
     Ucraineană (98,79%)
     Alte limbi (1,21%)
Conform recensământului din 2001, majoritatea populației localității Malîi Șpakiv era vorbitoare de ucraineană (98,79%), existând în minoritate și vorbitori de alte limbi.